# Keiko Harada
 (juillet 2022).
Si vous disposez d'ouvrages ou d'articles de référence ou si vous connaissez des sites web de qualité traitant du thème abordé ici, merci de compléter l'article en donnant les références utiles à sa vérifiabilité et en les liant à la section « Notes et références ».
Keiko Harada (原田 敬子), Harada Keiko; née le 17 avril 1968 à Tokyo, est une compositrice japonaise, connue en Europe en particulier grâce à sa musique de chambre et à ses compositions pour l'accordéon.

## Biographie
Après avoir étudié le piano, la composition, la musique de chambre et la direction d'orchestre avec Akira Miyoshi et Michio Mamiya au Tōhō Gakuen Daigaku à Tokyo, Harada termine ses études auprès de Brian Ferneyhough.
Elle compose pour l'orchestre symphonique de la NHK, l'orchestre symphonique japonais Yomiuri, des interprètes tels que Yo-Yo Ma, Mike Svoboda, Carin Levine, Stefan Hussong et l'Ensemble Modern ainsi que d'autres ensembles consacrés à la Nouvelle Musique. Elle fonde l'Ensemble Manufacture (Tokyo) en 1989.

## Compositions (sélection)
- 1997 : Midstream pour clarinette et accordéon
- 1998 :  Heavy Wood pour clarinette basse, violon, guitare, piano et contrebasse
- 1999 :  BONE+ pour accordéon solo
- 2001 :  Abyss II pour accordéon, hautbois, violon et violoncelle
- 2001 : Sonora Distancia III pour accordéon, piano, percussions, harpe et orchestre
- 2001 : Tristan und Isolde pour violon, 2 guitares, chœur mixte, piano et percussion (musique pour le théâtre de Satoshi Miyagi)
- 2001 Third Ear deaf II dans les versions pour flûte à bec et sho, flûte à bec et accordéon (2002), ainsi que flûte traversière et accordéon (2003)
- 2002 : A streetcar named desire pour violon, accordéon et piano (musique pour le théâtre de Satoshi Miyagi)
- 2003 : Femmes en miroir pour sho, violon, accordéon, violoncelle, percussion et piano préparé (musique du film de Kiju Yoshida)
- 2004/2005 : Structured Improvisation I-X pour grandes flûte à bec basse, accordéon, piano préparé et percussion
- 2006 : The other side pour grand orchestre
- 2007 Catalyst pour orchestre de chambre
- 2008 Echo Montage pour grand orchestre
- 2009 : (6) mouvements pour chœur mixte a cappella

## Prix et distinctions
- 62e Concours de musique du Japon
- Prix Yasuda
- Prix E. Nakamichi d'études à l'étranger
- 5e festival international Akiyoshidai de musique et séminaire (1993)
- Prix du gouverneur de la préfecture de Yamaguchi (1995)
- 11e prix Akutagawa de composition (2001)
- Prix de musique Kenzo Nakajima  (2004)
- 57e prix Otaka (2009)

## Source de la traduction
- (de) Cet article est partiellement ou en totalité issu de l’article de Wikipédia en allemand intitulé « Keiko Harada » (voir la liste des auteurs).